# 米拉 (威尼斯广域市)
米拉（義大利語：Mira）是意大利威尼托大区威尼斯廣域市的市镇。面积为98.88平方公里，2021年人口数量为37,595人。